# Superpohár UEFA 1991
Šestnáctý ročník Superpoháru UEFA se odehrál mezi vítězem PMEZ v ročníku 1990/91 – FK Crvena zvezda a vítězem Poháru vítězů pohárů ve stejném ročníku – Manchester United FC.
Utkání se odehrálo 19. prosince 1991 na stadionu Old Trafford v Manchesteru, s výsledkem 1:0 ve prospěch domácího klubu.

## Zápas
| 19. prosince 1991    |     |                  |                                                                                   |
| Manchester United FC | 1:0 | FK Crvena zvezda | Old Trafford, Manchester diváci: 22.110 rozhodčí: Mario van der Ende (Nizozemsko) |
| McClair 67'          |     |                  | Old Trafford, Manchester diváci: 22.110 rozhodčí: Mario van der Ende (Nizozemsko) |

| Manchester United | Crvena zvezda |

## Vítěz
| Superpohár UEFA 1991 Manchester United FC (1. vítězství) |